# Super Meat Boy
Super Meat Boy is een platformspel ontwikkeld door Edmund McMillen en Tommy Refenes, samenwerkend onder de naam Team Meat. Het spel werd in 11 maanden ontwikkeld en kwam op 20 oktober 2010 uit voor de Xbox 360. Later kwam er ook versies uit voor Linux, OS X en Windows. Initieel zou het spel op een latere datum ook uitkomen voor de Wii en de Nintendo 3DS, beide werden echter geannuleerd. Op 6 oktober 2015 kwam het spel uit voor de PlayStation 4 en de PlayStation Vita. Super Meat Boy is het vervolg op het Flash-spel Meat Boy van McMillen en Jonathan McEntee.

## Gameplay
Super Meat Boy is een platformspel waarin de speler een klein, rood vierkant, Meat Boy genaamd, bestuurt. De speler probeert Bandage Girl, een ander vierkantje, te redden van de kwaadaardige wetenschapper Dr. Fetus. Het spel bestaat uit meer dan driehonderd levels die de speler moet doorkruisen; het einde van een level is bereikt als Meat Boy Bandage Girl bereikt.

## Ontvangst
| Recensiescore       | Recensiescore            |
| Recensieverzamelaar | Score                    |
| ------------------- | ------------------------ |
| Metacritic          | X360: 90/100 Win: 87/100 |
| Publicist           | Score                    |
| Eurogamer           | 9/10                     |
| Gamer.nl            | 9/10                     |
| GameSpot            | 9,5/10                   |
| GamesRadar+         | 4,5/5                    |
| IGN                 | 9/10                     |

### Recensies
Super Meat Boy is zeer goed ontvangen. Zo heeft de Xbox 360-versie een gemiddelde score van 90 uit 100 op Metacritic, waar de Windows-versie 3 punten lager scoort.
Het spel wordt voornamelijk geprezen voor zijn goede besturing en gameplay. Marcel Vroegrijk, recensent bij Gamer.nl, gaf het spel bijvoorbeeld een 9 en zei: "Het spel zet een perfecte besturing tegenover het feit dat je overal door dood kunt gaan en vermijdt zo zelf de valkuil dat frustratie een goede graadmeter is van uitdagende gameplay.".

### Verkoop
Super Meat Boy heeft goede verkoopcijfers bereikt. Zo waren er aan het eind van 2010 al 140.000 exemplaren voor de Xbox 360 verkocht. Ondanks de latere uitgavedatum zou de Windows-versie de verkoopcijfers van de Xbox 360-versie overtreffen. Begin 2012 meldde Team Meat via Twitter dat het spel in totaal meer dan een miljoen keer verkocht was.

## Trivia
- Een deel van de ontwikkeling van het spel is gedocumenteerd in de documentaire Indie Game: The Movie, waar naast McMillen en Refenes ook nog twee andere indie-ontwikkelaars werden gevolgd tijdens de ontwikkeling van hun spellen.